# St. Marien (Varrel)

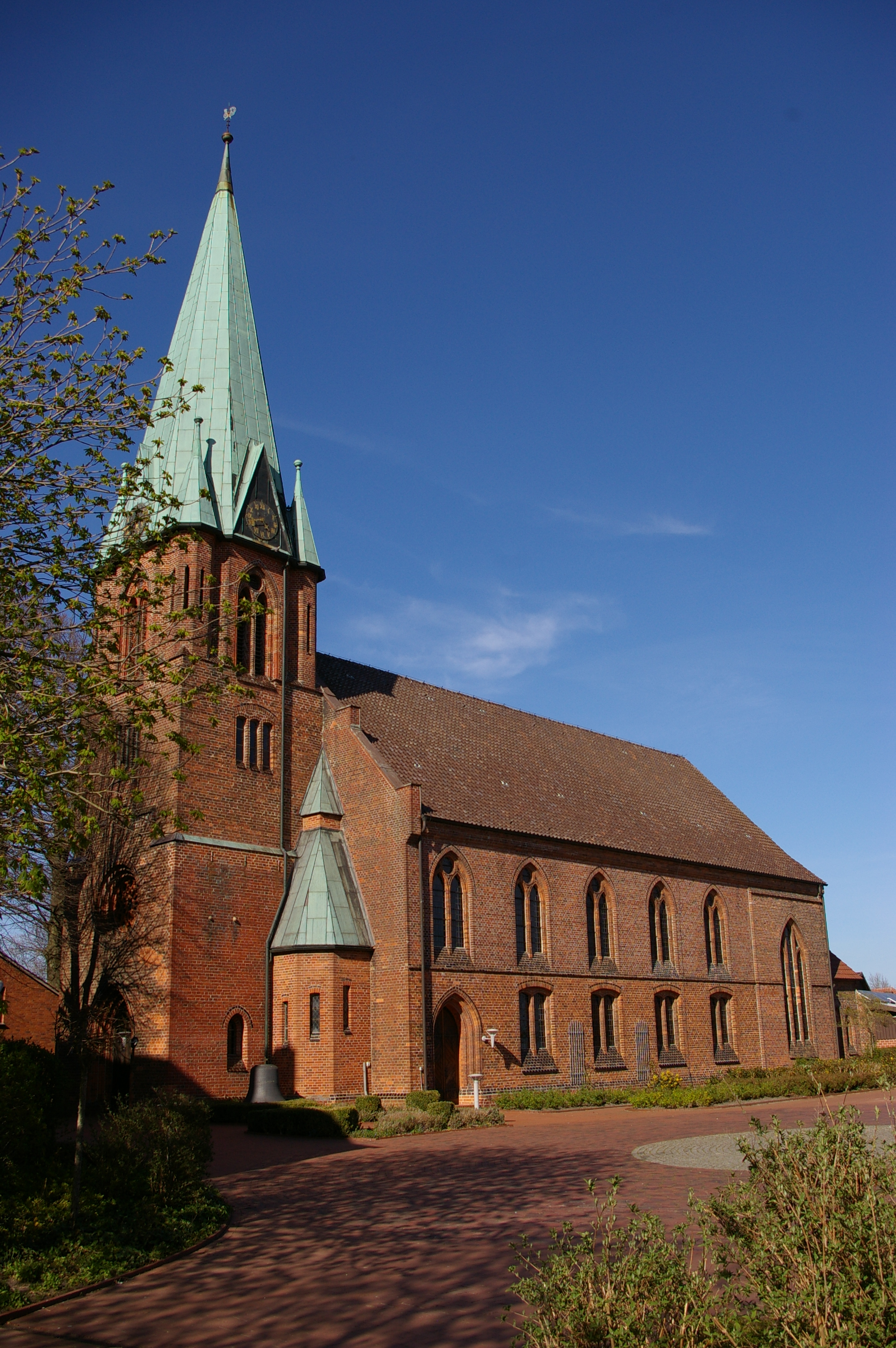
St. Marien

Die evangelisch-lutherische Kirche St. Marien steht in Varrel, einer Gemeinde im Landkreis Diepholz in Niedersachsen. Die Kirchengemeinde gehört zum Kirchenkreis Grafschaft Diepholz im Sprengel Osnabrück der Evangelisch-lutherischen Landeskirche Hannovers.

## Beschreibung
Die neugotische Saalkirche aus Backsteinen wurde nach Plänen von Conrad Wilhelm Hase unter der Bauleitung von Eduard Wendebourg errichtet. Die Außenmauern des 1869 abgebrannten Vorgängerbaues, es war bereits die zweite Kirche, wurden wieder verwendet. Die Grundsteinlegung war am 15. Mai 1870, die Einweihung am 23. März 1871. 
Dem Langhaus aus fünf Jochen ist im Westen ein quadratischer Kirchturm vorgestellt. Der achtseitige Helm, in dem sich in Dachgauben die Zifferblätter der Turmuhr befinden, war ursprünglich schiefergedeckt, er wurde 1954 mit Kupfer belegt. In den Ecken von Langhaus und Kirchturm befinden sich Treppentürme. Der querrechteckige, eingezogene Chor im Osten hat einen ¾-Abschluss. Im Osten des Langhauses deutet ein großes Maßwerkfenster ein Querschiff an. Das mit einem Satteldach bedeckte Langhaus wird durch ein Kaffgesims in zwei Geschosse geteilt mit flachen segmentbogigen Fenstern unten und spitzbogigen Fenstern darüber. 
Der Innenraum wird durch gusseiserne Emporen längs in drei Bereiche geteilt, der mittlere wird von einem spitzbogigen Tonnengewölbe überspannt, die Seiten sind mit hölzernen Flachdecken bedeckt. Der Chor wird mit einem Kreuzrippengewölbe überspannt. Aus der Bauzeit stammen die Kanzel und die Kirchenbänke. Zur älteren Kirchenausstattung zählt ein kelchförmiges, achteckiges Taufbecken aus dem 15. Jahrhundert. Die Orgel mit 12 Registern, zwei Manualen und einem Pedal wurde von den Gebrüdern Rohlfing gebaut und 1998 von Martin ter Haseborg restauriert.

## Vorgängerbauten
1782 wurde eine einschiffige Kirche aus Backsteinen mit Holzgewölbe errichtet. Der Turm stammte von 1479. Die Glocken stammten aus dem Jahr 1506.